# Seututie 508
Pour les articles homonymes, voir Route 508.
La route régionale 508 (finnois : Seututie 508) est une route régionale allant de Kuopio jusqu'à Juuka  en Finlande.

## Présentation
La route 508 est une route régionale de Carélie du Nord et Savonie du Nord.

## Parcours
- Village de Juuka
- Matara
- Kaitaa
- Vastapuro
- Losomäki
- Viitaniemi, Juankoski